# Serianthes rurutensis
Serianthes rurutensis là một loài loài thực vật họ Đậu (Fabaceae).
Loài này chỉ có ở Polynésie thuộc Pháp.